# Университетская больница Аугсбурга
Университетская больница Аугсбурга (нем. Universitätsklinikum Augsburg) — медицинское учреждение в городе Аугсбург, Бавария. Одна из крупнейших больниц Германии и единственное учреждение Швабии с максимальным уровнем ухода. Рассчитана на 1750 коек.

## Показатели
В Университетской больнице Аугсбурга работают 5 299 сотрудников, в том числе 762 на медицинской службе и 1463 медсестры. Таким образом, больница является одним из крупнейших работодателей в правительственном округе Баварско-Швабия и в общей сложности 4158 женщин-работников является крупнейшим работодателем для женщин в Баварской Швабии.
Университетская больница включает в себя 25 клиник и институтов, охватывающих все области медицинской помощи. Вместе с детской клиникой Аугсбурга с Центром матери и ребенка Швабии и клиникой Аугсбурга Юг университетская больница в настоящее время имеет 1741 плоскую кровать. В 2011 (2010) году здесь родилось 1484 (1519) детей, что делает больницу вторым по величине числом родов в Аугсбурге после Josefinum.
В своей роли университетской больницы больница с 1 января 2019 года служит для подготовки студентов медицинской школы Аугсбургского университета. До тех пор это была академическая учебная больница Мюнхенского университета Людвига Максимилиана. В клинической больнице журнала Focus Аугсбургская клиника к тому времени, как единственная больница, которая не является университетской больницей, несколько раз занимала одно из первых 20 мест.

## История
В 1852 году Ротгербер Георг Хенле завещал своему отцу Аугсбургу 100 000 гульденов при условии, что они будут использованы для ухода за католическими больными сестрами милосердия. Несмотря на опасения по поводу угрозы религиозному миру, на эти деньги была построена тогдашняя главная больница в Якобинском предместье и введена в эксплуатацию в 1859 году. Он был заброшен только в 1982 году после переезда в центральную клинику.
Но уже в начале 20-го века предложение кроватей было далеко не достаточным, и Совет города думал о новом строительстве в западной части центра города. Таким образом, к концу 1920-х годов к западу от Конского озера уже были приобретены земли для нового строительства больницы, планы продвинулись далеко. Однако массовая политика модернизации национал-социализма предусматривала на этом этапе возведение казарменного строя. Только когда после окончания Второй мировой войны количество больничных коек было абсолютно недостаточным, благодаря противодействию тогдашнего американского военного правительства в частях бывшей казармы Арраса был создан Западный госпиталь. В бывшей школы имени Шиллера в Lechhausen возник в Ostkrankenhaus. В то время как там лечили преимущественно раненых и больных заразными инфекциями, в Западной больнице располагались внутренние клиники и кожная клиника.
В июле 1958 года Аугсбургский городской совет принял решение о строительстве центрального больничного комплекса на месте Кобельского поля. Уже в декабре 1965 года в качестве первого участка строительства была открыта современная клиника для детей и подростков. Затем в 1969 году город и район подписали Устав об образовании Ассоциации больничных целей Аугсбурга. Его первой крупной задачей было строительство центральной клиники с местом на 1600 коек в 24 клиниках и институтах, амбулаториях, отделении неотложной помощи, отделе снабжения и техники, а также администрации. Общая стоимость земельного приобретения, освоения, строительства, медицинского и технического учреждения составила 660 миллионов марок. 17 апреля 1982 года дерматология стала первой клиникой Центральной клиники.
С 1 января 2000 года деятельность клиник и институтов перешла в правовую форму самостоятельного муниципального предприятия.
Клиника Аугсбурга была задумана как университетская больница еще при ее строительстве, но до создания медицинского факультета в Аугсбургском университете тогда не дошло. В правительственном заявлении в конце 2013 года премьер-министр Баварии Хорст Зеехофер пообещал превратить клинику Аугсбурга в университетскую больницу к 2018 году и создать медицинский факультет в университете.[4] Для этого клиника должна быть переведена на государственное управление и построен медицинский кампус. Летом 2016 года Научный совет одобрил новая программа медицинского обучения человека с зимнего семестра 2019/20, которая разработана как программа реформ и призвана „ориентироваться на роли врача и его компетенции“. Таким образом, клиника Аугсбурга была передана в распоряжение Свободного государства Бавария с 1 января 2019 года.

## Спонсорство
Клиника Аугсбурга управлялась до 31 декабря 2018 года вместе с соседней детской клиникой Аугсбург – Центр матери и ребенка Швабия и клиникой Аугсбург Юг (бывшая „больница Хаунштеттен“) в юридической форме самостоятельного муниципального предприятия. Для этого в“ Больничной ассоциации Аугсбурга " объединились город и район Аугсбурга и служат носителями больницы. С 1 января 2019 года носитель университетской больницы Аугсбурга перешел в Свободное государство Бавария.

## Воздушно-спасательная станция со спасательным вертолётом
На крыше клиники находится самая высокая воздушно - спасательная станция Германии, которая была завершена в ноябре 2013 года после многолетнего планирования и одиннадцатимесячного этапа строительства. На высоте 58 метров рядом с посадочной платформой площадью 1300 квадратных метров, вмещающей два спасательных вертолета, также есть ангар и заправочная установка. Надбавку за эксплуатацию спасательного вертолета Christoph 40 получила ADAC Air Rescue GmbH.[9] С января 2014 года там находится спасательный вертолет Christoph 40 дислоцируете. Штаб спасательной службы поставлен Окружным соединением Аугсбург-город Баварского Красного Креста, пилоты-Воздушным спасением ADAC. В кабинет вошел дежурный врач клиники. Кристоф 40 покрывает радиус применения в 60 километров вокруг клиники Аугсбурга и доступен с восхода солнца до получаса после захода солнца. Сигнализация осуществляется через Встроенный центр управления профессиональной пожарной охраны Аугсбурга.

## Расположение
Клиника расположена в районе Кригсхабер на западной окраине города, до нее можно быстро добраться по федеральным дорогам 17 и 300.
По соседству находятся детская клиника Аугсбурга с центром матери и ребенка Швабии , а также окружная больница Аугсбурга, клиника психиатрии, психотерапии и психосоматики.

## Общественный транспорт
До больницы можно добраться на трамвае № 2 (с 2001 года) и городском автобусе № 32 AVG, а также региональном автобусе AVV№ 512, расположенном перед домом. Кроме того, перед детской клиникой останавливаются региональные автобусные линии 500 и 501.
Для посетителей, прибывающих на своем автомобиле, предоставляется платная парковка, управляемая APCOA.